# بيل بولر
بيل بولر هو لاعب هوكي جليد كندي، ولد في 25 سبتمبر 1974 في تورونتو في كندا.

## وصلات خارجية
- بيل بولر على موقع دوري الهوكي الوطني (الإنجليزية)
- بيل بولر على موقع قاعة مشاهير الهوكي (لاعب أن.إتش.أل) (الإنجليزية)
- بيل بولر على موقع EliteProspects.com (الإنجليزية)
- بيل بولر على موقع Eurohockey.com (الإنجليزية)
- بيل بولر على موقع HockeyDB.com (الإنجليزية)
- بيل بولر على موقع Hockey-Reference.com (الإنجليزية)